# العلاقات الأنغولية البيروية
العلاقات الأنغولية البيروفية هي العلاقات الثنائية التي تجمع بين أنغولا وبيرو.

## مقارنة بين البلدين
هذه مقارنة عامة ومرجعية للدولتين:
| وجه المقارنة                                              | أنغولا           | بيرو                                   |
| --------------------------------------------------------- | ---------------- | -------------------------------------- |
| المساحة (كم2)                                             | 1.25 مليون       | 1.29 مليون                             |
| عدد السكان (نسمة)                                         | 29.78 مليون      | 32.16 مليون                            |
| الكثافة السكانية (ن./كم²)                                 | 23.82            | 24.93                                  |
| العاصمة                                                   | لواندا           | ليما                                   |
| اللغة الرسمية                                             | اللغة البرتغالية | اللغة الإسبانية، اللغة الأيمرية، كتشوا |
| العملة                                                    | كوانزا أنغولي    | سول بيروفي جديد                        |
| الناتج المحلي الإجمالي (بليون دولار)                      | 124.21 مليار     | 211.39 مليار                           |
| الناتج المحلي الإجمالي (تعادل القوة الشرائية) بليون دولار | 184.83 مليار     | 393.13 مليار                           |
| الناتج المحلي الإجمالي الاسمي للفرد دولار أمريكي          | 4.10 ألف         | 6.03 ألف                               |
| الناتج المحلي الإجمالي للفرد دولار أمريكي                 |                  | 11.99 ألف                              |
| مؤشر التنمية البشرية                                      | 0.533            | 0.740                                  |
| رمز المكالمات الدولي                                      | +244             | +51                                    |
| رمز الإنترنت                                              | .ao              | .pe                                    |
| المنطقة الزمنية                                           | ت ع م+01:00      | توقيت بيرو، 00                         |

## منظمات دولية مشتركة
يشترك البلدان في عضوية مجموعة من المنظمات الدولية، منها:
| علم المنظمة | اسم المنظمة                        | تاريخ انضمام أنغولا | تاريخ انضمام بيرو |
| ----------- | ---------------------------------- | ------------------- | ----------------- |
|             | الاتحاد الدولي للاتصالات           | 13 أكتوبر 1976      | 12 يوليو 1915     |
|             | منظمة حظر الأسلحة الكيميائية       | ?                   | ?                 |
|             | منظمة التجارة العالمية             | ?                   | ?                 |
|             | منظمة الشرطة الجنائية الدولية      | ?                   | ?                 |
|             | الأمم المتحدة                      | 1 ديسمبر 1976       | 31 أكتوبر 1945    |
|             | يونسكو                             | 11 مارس 1977        | 21 نوفمبر 1946    |
|             | البنك الدولي للإنشاء والتعمير      | 19 سبتمبر 1989      | 31 ديسمبر 1945    |
|             | وكالة ضمان الاستثمار متعدد الأطراف | 19 سبتمبر 1989      | 2 ديسمبر 1991     |
|             | مؤسسة التنمية الدولية              | 19 سبتمبر 1989      | 30 أغسطس 1961     |
|             | مؤسسة التمويل الدولية              | 19 سبتمبر 1989      | 20 يوليو 1956     |
|             | الاتحاد البريدي العالمي            | ?                   | ?                 |

## وصلات خارجية
- موقع وزارة الخارجية الأنغولية